# Акт о свободе США
Акт о свободе США (англ. USA Freedom Act) — федеральный закон США, принятый в 2015 году. Закон запрещает спецслужбам США вести за американскими гражданами электронную слежку. «Акт о свободе» заменил «Патриотический акт», принятый после теракта в США 11 сентября 2001 года и предоставляющий спецслужбам почти неограниченные права по подслушиванию и ведению электронной слежки. Действие данного акта истекло 1 июня 2015 года.

## Предыстория
Тотальные реформы системы сбора американскими спецслужбами оперативных данных электронных коммуникаций были начаты Бараком Обамой после событий разоблачений, сделанных со стороны бывшего сотрудника ЦРУ и АНБ Эдвард Сноудена. Эдвард обнародовал сведения, которые вызвали большой скандал и осложнили отношения США со своими союзниками. Согласно сведениям, среди объектов электронной слежки со стороны американских спецслужб также были лидеры некоторых государств.
Многие члены конгресса полагали, что после разоблачений Сноудена восстановление общественного доверия потребует законодательных изменений. С момента начала раскрытия информации было написано более 20 законопроектов с целью уточнения полномочий правительства по надзору.
Представитель Джим Сенсенбреннер, который ввел «Патриотический акт» в 2001 году после террористических атак 11 сентября, чтобы дать больше власти американским спецслужбам, и который назвал себя «автором закона о патриотизме», заявил, что пришло время положить конец «программе метаданных АНБ». Собрав большую часть телефонных данных американцев, Сенсенбреннер утверждал, что разведывательное сообщество «злоупотребило этими полномочиями», вышло «далеко за рамки» первоначального намерения законодательства и «превысило свои полномочия».

## История законопроекта
В октябре 2013 года законопроект, предусматривающий прекращение тотального сбора американскими спецслужбами данных электронных коммуникаций был представлен в обеих палатах Конгресса США. В мае 2015 Палата представителей Конгресса США одобрила законопроект («за» проголосовали 338 конгрессменов, «против» — 88).
На 114-м Конгрессе США (2015—2016), 3 июня 2015 года «Акт о свободе США» Сенатом американского Конгресса был принят «Акт о свободе США» («за» — 67 голосов, «против» — 32). Тогдашний президент США Барак Обама сразу после принятия документа сенатом заявил, что подпишет его как только получит. Президент и раннее выражал свою поддержку в отношении законопроекта. Спустя несколько часов закон уже был подписан американским президентом.